# Бабоглу, Николай Игнатьевич
Николай Игнатьевич Бабоглу (иначе Бабогло) (гаг. Nikolay Baboglu) (2 мая 1928, Татар-Копчак — 26 августа 2008, Кишинёв) — гагаузский писатель, поэт, фольклорист, педагог, автор учебников гагаузского языка (совместно с родным братом Игнатом Бабоглу), переводчик, публицист. Один из создателей и корифеев гагаузской литературы. Наряду с Дионисом Танасоглу является крупнейшим представителем гагаузской прозы.

## Детские годы. Молодость
Будущий писатель родился в крестьянской семье села Копчак на юге Молдавии. Позже гагаузский писатель и друг Николая Бабоглу Дионис Танасоглу так описал его рождение: 
В живописном гагаузском селе Копчак, в самом сердце солнечной Буджакской степи, в лунную ночь 1928 г., родился в семье крестьян… сын Николай. Кто бы мог предсказать, что тогда в маленьком домике взошла звезда будущего писателя?
С детских лет ребенок тянулся к знаниям, позже эти года были описаны писателем в рассказе «Божьим соизволением», героя которого можно целиком идентифицировать с автором. В школе мальчик учился на одни десятки, особенно давались ребенку уроки Закона Божия. Это не в последнюю очередь повлияло на решение отца отдать сына на учение в Духовную семинарию (хотя, естественно, тут были замешены и другие интересы, духовная должность придавала большой общественный престиж и вполне обеспечивала безбедное существование своим носителям). Так или иначе, но преодолев все препятствия, стоявшие у него на пути, будущий писатель вступил в стены семинарии. Там же, стр. 34. См. также статью «Божьим соизволением (рассказ, Николай Бабоглу)». Однако долго проучиться в этом духовном заведении писателю не удалось, наступил сороковой год, в Бессарабию вошли советские войска. Необходимость религиозной карьеры отпала сама собой и Николай избрал себе другой путь — путь простого советского педагога в сельской школе.

## 1950-е годы. Первые литературные опыты
Систематической литературной деятельностью Николай Бабогло начал заниматься в нач. 1950-х гг. Первые его стихотворные опыты мало выделялись среди аналогичных советских стихотворений данного периода.

## Список произведений

### Повесть
- Гвоздики расцвели вновь

### Сборники стихотворений
- Песни родного края

### Пьесы
- Свечи за здоровье

### Переводы
Николаю Бабоглу принадлежит ряд переводов русских, румынских и молдавских писателей (произведения таких авторов как Пушкин, Лермонтов, Шолохов, Тургенев, Эминеску, Крянгэ, Буков и некоторых других).